# Bàn của bếp trưởng
Bàn của bếp trưởng (tiếng Anh: Chef's Table) là loạt phim tài liệu của Mỹ được sáng lập bởi David Gelb và được công chiếu trên nền tảng dịch vụ phát trực tuyến Netflix vào ngày 26 tháng 4 năm 2015. Loạt phim đưa người xem tìm hiểu sâu hơn về cuộc sống và những câu truyện bên trong căn bếp của những người bếp trưởng với sự thành công trong sự nghiệp và nổi tiếng trên toàn thế giới. Với mỗi tập phim sẽ tập trung vào một người bếp trưởng và cùng khám phá cuộc sống, tài năng và niềm đam mê độc đáo đã ảnh hưởng đến phong cách nấu ăn của họ. Loạt phim đã nhận được nhiều giải thưởng và đề cử khác nhau, bao gồm 8 đề cử cho Giải Emmy. Vào ngày 20 tháng 5 năm 2019, loạt phim đã được gia hạn thêm hai mùa là mùa bảy và mùa tám.

## Nội dung
Mỗi tập phim sẽ chỉ tập trung vào một đầu bếp cụ thể và cùng tìm hiểu phong cách, triết lý cá nhân cũng như cách tiếp cận với công việc nấu ăn của họ. David Gelb, người đã tạo nên loạt phim coi Bàn của đầu bếp là phần tiếp theo của bộ phim tài liệu do ông đạo diễn mang tên Jiro Dreams of Sushi. Ông đã hợp tác với Brian McGinn để phát triển loạt phim tài liệu Bàn của đầu bếp cùng với Boardwalk Pictures và Netflix đã có sự quan tâm đến loạt phim này. Cả hai bộ phim tài liệu đều sử dụng kỹ thuật quay phim và sản xuất dựa trên phương pháp làm phim truyền thống thay vì làm theo phong cách của một chương trình truyền hình thực tế.

## Các mùa
| Mùa | Mùa             | Số tập | Số tập | Phát hành gốc        | Phát hành gốc        |
| --- | --------------- | ------ | ------ | -------------------- | -------------------- |
|     | 1               | 6      | 6      | 26 tháng 4 năm 2015  | 26 tháng 4 năm 2015  |
|     | 2               | 6      | 6      | 27 tháng 5 năm 2016  | 27 tháng 5 năm 2016  |
|     | Pháp            | 4      | 4      | 2 tháng 9 năm 2016   | 2 tháng 9 năm 2016   |
|     | 3               | 6      | 6      | 17 tháng 2 năm 2017  | 17 tháng 2 năm 2017  |
|     | Pastry          | 4      | 4      | 13 tháng 4 năm 2018  | 13 tháng 4 năm 2018  |
|     | 5               | 4      | 4      | 28 tháng 9 năm 2018  | 28 tháng 9 năm 2018  |
|     | 6               | 4      | 4      | 22 tháng 2 năm 2019  | 22 tháng 2 năm 2019  |
|     | BBQ             | 4      | 4      | 2 tháng 9 năm 2020   | 2 tháng 9 năm 2020   |
|     | Pizza           | 6      | 6      | 7 tháng 9 năm 2022   | 7 tháng 9 năm 2022   |
|     | Món mì          | 4      | 4      | 2 tháng 10 năm 2024  | 2 tháng 10 năm 2024  |
|     | 7               | 4      | 4      | 27 tháng 11 năm 2024 | 27 tháng 11 năm 2024 |
|     | Các huyền thoại | 4      | 4      | 28 tháng 4 năm 2025  | 28 tháng 4 năm 2025  |

### Quyển 1 (2015)
| TT. tổng thể | TT. trong mùa phim | Bếp trưởng       | Nhà hàng                                                                                   | Đạo diễn     | Ngày phát sóng gốc  |
| ------------ | ------------------ | ---------------- | ------------------------------------------------------------------------------------------ | ------------ | ------------------- |
| 1            | 1                  | Massimo Bottura  | Osteria Francescana ở Modena, Ý                                                            | David Gelb   | 26 tháng 4 năm 2015 |
| 2            | 2                  | Dan Barber       | Nhà hàng Blue Hill ở Thành phố New York và Stone Barns (Pocantico Hills, New York), Hoa Kỳ | Clay Jeter   | 26 tháng 4 năm 2015 |
| 3            | 3                  | Francis Mallmann | Patagonia Sur ở Buenos Aires, Argentina                                                    | Clay Jeter   | 26 tháng 4 năm 2015 |
| 4            | 4                  | Niki Nakayama    | n/naka ở Los Angeles, Hoa Kỳ                                                               | Andrew Fried | 26 tháng 4 năm 2015 |
| 5            | 5                  | Ben Shewry       | Attica ở Melbourne, Úc                                                                     | Brian McGinn | 26 tháng 4 năm 2015 |
| 6            | 6                  | Magnus Nilsson   | Fäviken ở Järpen, Thụy Điển                                                                | Brian McGinn | 26 tháng 4 năm 2015 |

### Quyển 2 (2016)
| TT. tổng thể | TT. trong mùa phim | Bếp trưởng      | Nhà hàng                              | Đạo diễn       | Ngày phát sóng gốc  |
| ------------ | ------------------ | --------------- | ------------------------------------- | -------------- | ------------------- |
| 7            | 1                  | Grant Achatz    | Alinea ở Chicago, Hoa Kỳ              | Brian McGinn   | 27 tháng 5 năm 2016 |
| 8            | 2                  | Alex Atala      | D.O.M. ở São Paulo, Brazil            | Clay Jeter     | 27 tháng 5 năm 2016 |
| 9            | 3                  | Dominique Crenn | Atelier Crenn ở San Francisco, Hoa Kỳ | Andrew Fried   | 27 tháng 5 năm 2016 |
| 10           | 4                  | Enrique Olvera  | Pujol ở Mexico City, Mexico           | Clay Jeter     | 27 tháng 5 năm 2016 |
| 11           | 5                  | Ana Roš         | Hiša Franko ở Kobarid, Slovenia       | Abigail Fuller | 27 tháng 5 năm 2016 |
| 12           | 6                  | Gaggan Anand    | Gaggan ở Bangkok, Thái Lan            | David Gelb     | 27 tháng 5 năm 2016 |

### Bàn của bếp trưởng: Pháp(2016)
Mùa phim phụ đầu tiên mang tên Bàn của bếp trưởng: Pháp được công chiếu vào ngày 1 tháng 9 năm 2016.
| TT. tổng thể | TT. trong mùa phim | Bếp trưởng         | Nhà hàng                               | Đạo diễn     | Ngày phát sóng gốc |
| ------------ | ------------------ | ------------------ | -------------------------------------- | ------------ | ------------------ |
| 13           | 1                  | Alain Passard      | L'Arpège ở Paris, Pháp                 | David Gelb   | 2 tháng 9 năm 2016 |
| 14           | 2                  | Alexandre Couillon | La Marine ở Noirmoutier-en-l'Île, Pháp | Clay Jeter   | 2 tháng 9 năm 2016 |
| 15           | 3                  | Adeline Grattard   | Yam'Tcha ở Paris, Pháp                 | Andrew Fried | 2 tháng 9 năm 2016 |
| 16           | 4                  | Michel Troisgros   | La Maison Troisgros ở Roanne, Pháp     | David Gelb   | 2 tháng 9 năm 2016 |

### Quyển 3 (2017)
| TT. tổng thể | TT. trong mùa phim | Bếp trưởng        | Nhà hàng                                                                 | Đạo diễn       | Ngày phát sóng gốc  |
| ------------ | ------------------ | ----------------- | ------------------------------------------------------------------------ | -------------- | ------------------- |
| 17           | 1                  | Jeong Kwan        | Chunjinam Hermitage at Baekyangsa ở Jangseong, Hàn Quốc                  | David Gelb     | 17 tháng 2 năm 2017 |
| 18           | 2                  | Vladimir Mukhin   | White Rabbit ở Moscow, Nga                                               | Brian McGinn   | 17 tháng 2 năm 2017 |
| 19           | 3                  | Nancy Silverton   | Osteria Mozza ở Los Angeles, Hoa Kỳ                                      | Andrew Fried   | 17 tháng 2 năm 2017 |
| 20           | 4                  | Ivan Orkin        | Ivan Ramen ở Tokyo, Nhật Bản và Thành phố New York, Hoa Kỳ (đã đóng cửa) | David Gelb     | 17 tháng 2 năm 2017 |
| 21           | 5                  | Tim Raue          | Restaurant Tim Raue ở Berlin, Đức                                        | Abigail Fuller | 17 tháng 2 năm 2017 |
| 22           | 6                  | Virgilio Martínez | Central ở Lima, Peru                                                     | Clay Jeter     | 17 tháng 2 năm 2017 |

### Bàn của bếp trưởng: Pastry(2018)
| TT. tổng thể | TT. trong mùa phim | Bếp trưởng      | Nhà hàng                                    | Đạo diễn     | Ngày phát sóng gốc  |
| ------------ | ------------------ | --------------- | ------------------------------------------- | ------------ | ------------------- |
| 23           | 1                  | Christina Tosi  | Milk Bar ở Thành phố New York, Hoa Kỳ       | Andrew Fried | 13 tháng 4 năm 2018 |
| 24           | 2                  | Corrado Assenza | Caffè Sicilia ở Noto, Ý                     | Brian McGinn | 13 tháng 4 năm 2018 |
| 25           | 3                  | Jordi Roca      | El Celler de Can Roca ở Girona, Tây Ban Nha | David Gelb   | 13 tháng 4 năm 2018 |
| 26           | 4                  | Will Goldfarb   | Room 4 Dessert ở Ubud, Indonesia            | Brian McGinn | 13 tháng 4 năm 2018 |

### Quyển 5 (2018)
| TT. tổng thể | TT. trong mùa phim | Bếp trưởng        | Nhà hàng                                     | Đạo diễn       | Ngày phát sóng gốc  |
| ------------ | ------------------ | ----------------- | -------------------------------------------- | -------------- | ------------------- |
| 27           | 1                  | Cristina Martinez | South Philly Barbacoa ở Philadelphia, Hoa Kỳ | Abigail Fuller | 28 tháng 9 năm 2018 |
| 28           | 2                  | Musa Dağdeviren   | Çiya ở Istanbul, Thổ Nhĩ Kỳ                  | Clay Jeter     | 28 tháng 9 năm 2018 |
| 29           | 3                  | Bo Songvisava     | Bo.lan ở Bangkok, Thái Lan                   | Andrew Fried   | 28 tháng 9 năm 2018 |
| 30           | 4                  | Albert Adrià      | Tickets ở Barcelona, Tây Ban Nha             | Jim Goldblum   | 28 tháng 9 năm 2018 |

### Quyển 6 (2019)
| TT. tổng thể | TT. trong mùa phim | Bếp trưởng     | Nhà hàng                                  | Đạo diễn        | Ngày phát sóng gốc  |
| ------------ | ------------------ | -------------- | ----------------------------------------- | --------------- | ------------------- |
| 31           | 1                  | Mashama Bailey | The Grey ở Savannah, Georgia, Hoa Kỳ      | Abigail Fuller  | 22 tháng 2 năm 2019 |
| 32           | 2                  | Dario Cecchini | Solociccia ở Panzano, Tuscany, Ý          | Jim Goldblum    | 22 tháng 2 năm 2019 |
| 33           | 3                  | Asma Khan      | Darjeeling Express ở London, Anh          | Zia Mandviwalla | 22 tháng 2 năm 2019 |
| 34           | 4                  | Sean Brock     | Husk ở Charleston, South Carolina, Hoa Kỳ | Clay Jeter      | 22 tháng 2 năm 2019 |

### Bàn của bếp trưởng: BBQ(2020)
Mùa phim phụ thứ hai mang tên Bàn của bếp trưởng: BBQ được công chiếu vào ngày 2 tháng 9 năm 2020.
| TT. tổng thể | TT. trong mùa phim | Bếp trưởng        | Nhà hàng                                                          | Đạo diễn        | Ngày phát sóng gốc |
| ------------ | ------------------ | ----------------- | ----------------------------------------------------------------- | --------------- | ------------------ |
| 35           | 1                  | Tootsie Tomanetz  | Snow's BBQ ở Lexington, Texas, Hoa Kỳ                             | Zia Mandviwalla | 2 tháng 9 năm 2020 |
| 36           | 2                  | Lennox Hastie     | Firedoor ở Sydney, Úc                                             | Brian McGinn    | 2 tháng 9 năm 2020 |
| 37           | 3                  | Rodney Scott      | Rodney Scott's Whole Hog BBQ ở Charleston, South Carolina, Hoa Kỳ | Clay Jeter      | 2 tháng 9 năm 2020 |
| 38           | 4                  | Rosalia Chay Chuc | Cochinita Pibil ở Yaxuná, Mexico                                  | Zia Mandviwalla | 2 tháng 9 năm 2020 |

### Bàn của bếp trưởng: Pizza(2022)
Mùa phim phụ thứ ba mang tên Bàn của bếp trưởng: Pizza được công chiếu vào ngày 7 tháng 9 năm 2022.
| TT. tổng thể | TT. trong mùa phim | Bếp trưởng     | Nhà hàng                                        | Đạo diễn        | Ngày phát sóng gốc |
| ------------ | ------------------ | -------------- | ----------------------------------------------- | --------------- | ------------------ |
| 39           | 1                  | Chris Bianco   | Pizzeria Bianco ở Phoenix, Arizona, Hoa Kỳ      | Clay Jeter      | 7 tháng 9 năm 2022 |
| 40           | 2                  | Gabriele Bonci | Pizzarium Bonci ở Rome, Ý                       | Brian McGinn    | 7 tháng 9 năm 2022 |
| 41           | 3                  | Ann Kim        | Pizzeria Lola ở Minneapolis, Hoa Kỳ             | Zia Mandviwalla | 7 tháng 9 năm 2022 |
| 42           | 4                  | Franco Pepe    | Pepe ở Grani ở Caiazzo, Ý                       | Brian McGinn    | 7 tháng 9 năm 2022 |
| 43           | 5                  | Yoshihiro Imai | Monk ở Kyoto, Nhật Bản                          | Abigail Fuller  | 7 tháng 9 năm 2022 |
| 44           | 6                  | Sarah Minnick  | Lovely's Fifty Fifty ở Portland, Oregon, Hoa Kỳ | Danny O'Malley  | 7 tháng 9 năm 2022 |

### Bàn của bếp trưởng: Món mì(2024)
Mùa phim phụ thứ tư mang tên Bàn của bếp trưởng: Món mì được công chiếu vào ngày 2 tháng 10 năm 2024.
| TT. tổng thể | TT. trong mùa phim | Bếp trưởng  | Nhà hàng                                | Đạo diễn        | Ngày phát sóng gốc  |
| ------------ | ------------------ | ----------- | --------------------------------------- | --------------- | ------------------- |
| 45           | 1                  | Evan Funke  | Funke ở Los Angeles, Hoa Kỳ             | Brian McGinn    | 2 tháng 10 năm 2024 |
| 46           | 2                  | Guirong Wei | Master Wei ở London, Anh                | Clay Jeter      | 2 tháng 10 năm 2024 |
| 47           | 3                  | Peppe Guida | Antica Osteria Nonna Rosa ở Sorrento, Ý | Zia Mandviwalla | 2 tháng 10 năm 2024 |
| 48           | 4                  | Nite Yun    | Nyum Bai ở Oakland, California, Hoa Kỳ  | Rayka Zehtabchi | 2 tháng 10 năm 2024 |

### Quyển 7 (2024)
| TT. tổng thể | TT. trong mùa phim | Bếp trưởng                   | Nhà hàng                                                         | Đạo diễn          | Ngày phát sóng gốc   |
| ------------ | ------------------ | ---------------------------- | ---------------------------------------------------------------- | ----------------- | -------------------- |
| 49           | 1                  | Nok Suntaranon               | Kalaya ở Philadelphia, Pennsylvania, Hoa Kỳ                      | Brian McGinn      | 27 tháng 11 năm 2024 |
| 50           | 2                  | Kwame Onwuachi               | Tatiana By Kwame Onwuachi ở Thành phố New York, New York, Hoa Kỳ | Kevin Wilson, Jr. | 27 tháng 11 năm 2024 |
| 51           | 3                  | Ángel León                   | Aponiente ở Cádiz, Tây Ban Nha                                   | Brian McGinn      | 27 tháng 11 năm 2024 |
| 52           | 4                  | Norma Listman và Saqib Keval | Masala y Maíz and Marigold ở Thành phố Mexico, Mexico            | Danny O'Malley    | 27 tháng 11 năm 2024 |

### Bàn của bếp trưởng: Các huyền thoại(2025)
Mùa phim phụ thứ năm mang tên Bàn của bếp trưởng: Các huyền thoại được công chiếu vào ngày 28 tháng 4 năm 2025.
| TT. tổng thể | TT. trong mùa phim | Bếp trưởng    | Nhà hàng | Đạo diễn     | Ngày phát sóng gốc  |
| ------------ | ------------------ | ------------- | -------- | ------------ | ------------------- |
| 53           | 1                  | Jamie Oliver  | —        | Brian McGinn | 28 tháng 4 năm 2025 |
| 54           | 2                  | José Andrés   | —        | Clay Jeter   | 28 tháng 4 năm 2025 |
| 55           | 3                  | Thomas Keller | —        | Clay Jeter   | 28 tháng 4 năm 2025 |
| 56           | 4                  | Alice Waters  | —        | David Gelb   | 28 tháng 4 năm 2025 |

## Đón nhận
Loạt phim đã nhận được sự đón nhận nồng nhiệt kể từ khi lên sóng mùa đầu tiên vào năm 2015 và được khen ngợi về mặt sản xuất, quay phim và cả phần nhạc phim.
Bàn của đầu bếp đã bị nhại lại bởi nhiều chương trình khác nhau. Gods of Food, một phiên bản châm biếm của loạt phim Bàn của đầu bếp và ngành công nghiệp nhà hàng, được tạo ra bởi Rekha Shankar và được đăng tải lên kênh YouTube chuyên về hài mang tên CollegeHumor. Bộ phim truyền hình Portlandia của kênh IFC đã nhại lại loạt phim trong một tập phim về một đầu bếp sushi tại sân bay.

## Giải thưởng
| Năm   | Giải thưởng                         | Hạng mục                                                                     | Người nhận giải                            | Kết quả   | Nguồn  |
| Mùa 1 | Mùa 1                               | Mùa 1                                                                        | Mùa 1                                      | Mùa 1     | Mùa 1  |
| ----- | ----------------------------------- | ---------------------------------------------------------------------------- | ------------------------------------------ | --------- | ------ |
| 2015  | Giải Primetime Emmy                 | Biên soạn nhạc xuất sắc nhất đối với một Bộ phim truyền hình (Nhạc phim gốc) | Duncan Thum trong tập "Francis Mallmann"   | Đề cử     | [ 17 ] |
| 2015  | Giải Hiệp hội Phim tài liệu Quốc tế | Loạt phim truyền hình nhiều tập xuất sắc nhất                                | Bàn của bếp trưởng                         | Đoạt giải | [ 18 ] |
| 2016  | Giải thưởng James Beard             | Sự xuất sắc về mặt hình ảnh và kỹ thuật                                      | Bàn của bếp trưởng                         | Đoạt giải | [ 19 ] |
| Mùa 2 |                                     |                                                                              |                                            |           |        |
| 2016  | MPSE Golden Reel Awards             | Biên tập âm thanh xuất sắc nhất - Phim tài liệu ngắn trên truyền hình        | William McGuigan                           | Đề cử     | [ 20 ] |
| 2016  | Giải Primetime Emmy                 | Phim tài liệu hoặc Phim phi hư cấu xuất sắc nhất                             | Bàn của bếp trưởng                         | Đề cử     | [ 17 ] |
| 2016  | Giải Primetime Emmy                 | Đạo diễn xuất sắc đối với một Chương trình phi hư cấu                        | David Gelb trong tập "Gaggan Anand"        | Đề cử     | [ 17 ] |
| 2016  | Giải Primetime Emmy                 | Biên soạn nhạc xuất sắc nhất đối với một Bộ phim truyền hình (Nhạc phim gốc) | Duncan Thum trong tập "Grant Achatz"       | Đề cử     | [ 17 ] |
| 2016  | Giải Hiệp hội Phim tài liệu Quốc tế | Loạt phim truyền hình nhiều tập xuất sắc nhất                                | Bàn của bếp trưởng                         | Đề cử     | [ 21 ] |
| 2017  | Giải thưởng James Beard             | Chương trình truyền hình xuất sắc nhất, quay tại các địa điểm khác nhau      | Bàn của bếp trưởng                         | Đoạt giải | [ 22 ] |
| Mùa 3 |                                     |                                                                              |                                            |           |        |
| 2017  | Giải Primetime Emmy                 | Phim tài liệu hoặc Phim phi hư cấu xuất sắc nhất                             | Bàn của bếp trưởng                         | Đề cử     | [ 23 ] |
| 2017  | Giải Primetime Emmy                 | Quay phim xuất sắc đối với một Chương trình phi hư cấu                       | Will Basanta trong tập "Virgilio Martinez" | Đề cử     | [ 23 ] |
| 2018  | Giải thưởng James Beard             | Chương trình truyền hình xuất sắc nhất, quay tại các địa điểm khác nhau      | "Jeong Kwan"                               | Đoạt giải | [ 24 ] |
| Mùa 4 |                                     |                                                                              |                                            |           |        |
| 2018  | Giải Primetime Emmy                 | Quay phim xuất sắc đối với một Chương trình phi hư cấu                       | Adam Bricker trong tập "Corrado Assenza"   | Đề cử     | [ 25 ] |